# Lane County (Kansas)
Lane County is een county in de Amerikaanse staat Kansas.
De county heeft een landoppervlakte van 1.858 km² en telt 2.155 inwoners (volkstelling 2000). De hoofdplaats is Dighton.